# شركة موزيلا
شركة موزيلا (بالإنجليزية: Mozilla Corporation)‏ وتختصر إلى MoCo هي فرع مملوك بالكامل من مؤسسة موزيلا تقوم بتنسيق عملية تطوير التطبيقات التي لها علاقة بالإنترنت مثل متصفح الويب موزيلا فيرفكس وعميل البريد الإلكتروني موزيلا ثندربرد من خلال دعم المجتمع العالمي لمطوري المصادر المفتوحة، عدد قليل من هؤلاء المطورين موظفين من قبل الشركة نفسها. تقوم الشركة أيضاً بتوزيع هذه المنتجات والدعاية لها. على عكس مؤسسة موزيلا غير الربحية، شركة موزيلا تخضع للضرائب. على عكس معظم المؤسسات التجارية، شركة موزيلا لا تهدف إلى الربح، حيث أنها تقوم باستثمار جميع الأرباح ثانية في مشاريع موزيلا.

## وصلات خارجية
- الموقع الرسمي
- الموقع الرسمي